# Vũ Khắc Khoan

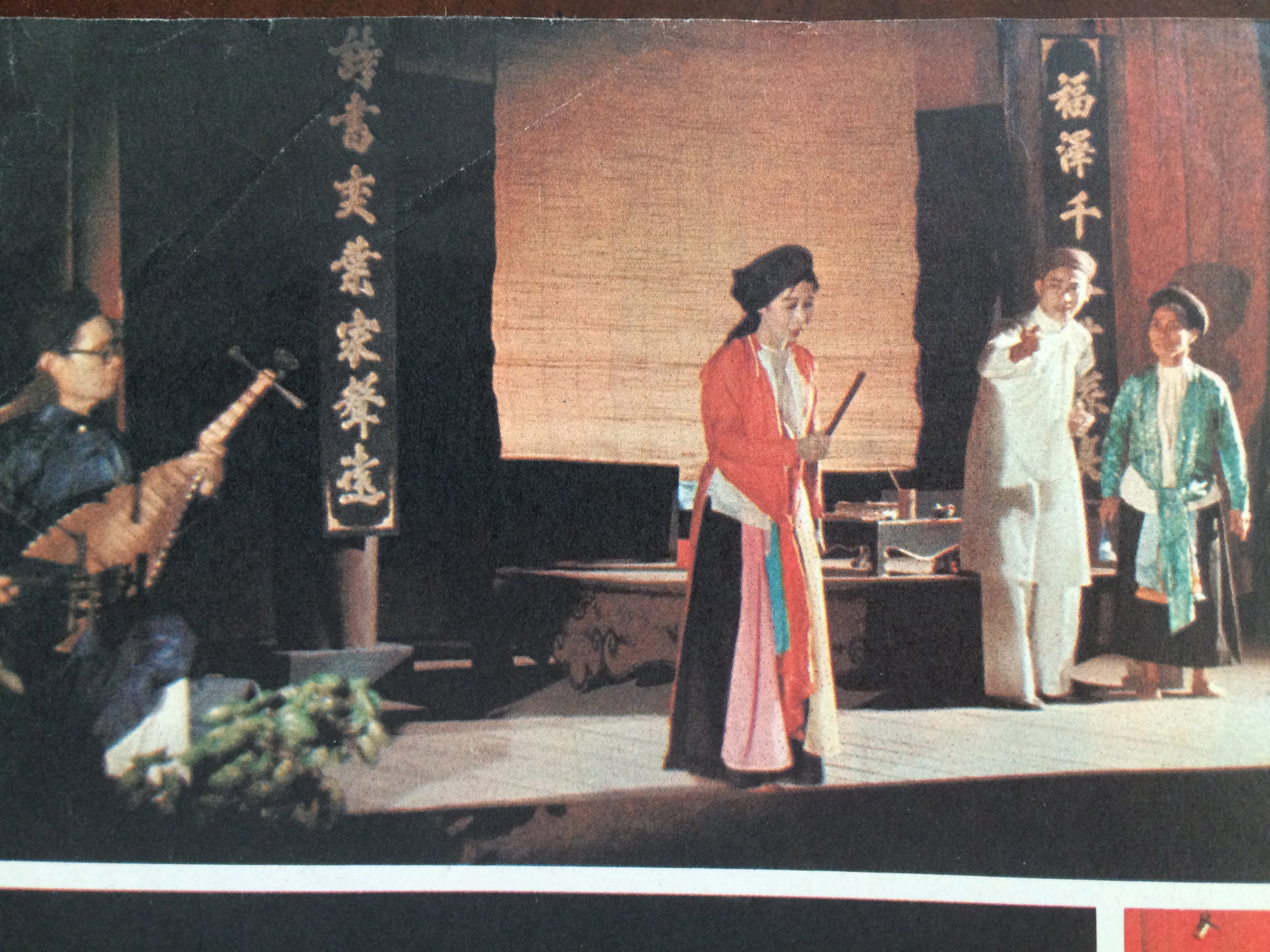
Chèo Quan âm Thị Kính của soạn giả Vũ Khắc Khoan hiệu đính diễn tại Trường Quốc gia Âm nhạc và Kịch nghệ Sài Gòn, năm 1972

Vũ Khắc Khoan (27 tháng 2 năm 1917 - 12 tháng 9 năm 1986) là một nhà văn người Việt.

## Thân thế
Ông sinh tại Hà Nội, theo học trường Bưởi, nhập học trường Y khoa nhưng rồi đổi sang Cao đẳng Canh nông. Ông tốt nghiệp kỹ sư canh nông sau chuyển sang văn học và lịch sử, dạy học ở trường trung học Chu Văn An.

## Đóng góp văn học
Ông là tác giả những vở kịch Thằng Cuội ngồi gốc cây đa (1948), Thành Cát Tư Hãn, và Giao thừa (1949). Hai vở Giao thừa và Thằng Cuội đã được trình diễn ở Nhà hát lớn Hà Nội vào những năm 1951 và 1952. Bài vở của ông cũng được đăng trên báo Phổ thông và Quan điểm.
Sau năm 1954 ông di cư vào Nam ông đóng góp cho các báo Tự do, Quan điểm rồi chủ nhiệm nguyệt san Vấn đề. Ông là giám đốc kịch nghệ ở Trường Quốc gia Âm nhạc và Kịch nghệ ở Sài Gòn.
Ông tỵ nạn sang Mỹ năm 1975, định cư ở Minnesota nơi ông dạy Pháp văn ở đại học Minnesota rồi mất tại đó. Trong thời gian tại Mỹ ông thành lập Hội Phật giáo Việt Nam ở Minnesota.

### Tác phẩm
- Thằng Cuội ngồi gốc cây đa (kịch nói, 1948)
- Hậu trường (kịch nói, 1949)
- Giao thừa (kịch nói, 1949), vở kịch phi lí đầu tiên của Việt Nam
- Thần tháp Rùa (tập truyện, 1957) 4 truyện
- Thành Cát Tư Hãn (kịch nói, 1961)
- Ngộ nhận (kịch nói, 1969)
- Những người không chịu chết (kịch nói, 1969)
- Giấc mơ Hương Cảng (tùy bút, 1971)
- Những người không chịu chết (kịch, 1972)
- Tìm hiểu sân khấu chèo (khảo cứu, 1974)
- Vở chèo Quan Âm Thị Kính (khảo cứu, 1974)
- Đọc kinh (biên khảo, 1990)
- Đoản văn xa nước (tập văn, 1995) 8 bài
- Ga xép
- Lộng ngôn - kịch nói

## Liên kết
- Vũ Khắc Khoan, con người và tác phẩm Lưu trữ ngày 25 tháng 12 năm 2009 tại Wayback Machine
- Tác phẩm Vũ Khắc Khoan
- "Thời sự nhân vật Vũ Khắc Khoan" theo báo Người Việt Lưu trữ ngày 18 tháng 9 năm 2010 tại Wayback Machine